# Saurüsselkopf (Tegernseer Berge)
Der Saurüsselkopf ist ein 1364 m ü. NHN hoher Gipfel des Bergrückens namens Hohenwiesner Berg in den Bayerischen Voralpen und bildet dessen östlichen Abschluss. Über den Gipfel verläuft die Gemarkungsgrenze zwischen Lenggries und Kreuth.
Der höchste Punkt des Saurüsselkopfes ist nur weglos erreichbar.